# Berlismühle
Berlismühle ist ein Wohnplatz der Gemeinde Stödtlen im Ostalbkreis in Baden-Württemberg.

## Beschreibung
Die ehemalige Mühle liegt etwa zwei Kilometer nordöstlich von Stödtlen, wenige hundert Meter westlich des Dorfes Gaxhardt im Tal des Berlisbaches, welcher an der Mühle vorbei fließt. Direkt an der Mühle liegt der Berlisweiher, auch Berlismühlenweiher genannt, welcher vom Breitweihergraben gespeist wird.
Naturräumlich liegt der Hof im Mittelfränkischen Becken, genauer im Dinkelsbühler Hügelland.

## Geschichte
In früher Zeit gehörte die Mühle dem Kloster Mönchsroth und kam während der Reformation an Oettingen-Oettingen. Mit Gaxhardt kam der Ort 1810 an das Königreich Württemberg.